# 28602 Westfall
28602 Westfall este o planetă minoră (asteroid), cu un diametru de 3,645 km, din centura de asteroizi. A fost descoperită pe 4 martie 2000 la Catalina Station⁠(d) de Catalina Sky Survey. 
Obiectul prezintă o orbită caracterizată de o semiaxă mare de 2,6347449 UAi, o excentricitate de 0,05, o înclinație de 2,95657 ° în raport cu ecliptica.